# Vainionora aemulans
Vainionora aemulans är en lavart som först beskrevs av Vain., och fick sitt nu gällande namn av Kalb. Vainionora aemulans ingår i släktet Vainionora och familjen Lecanoraceae.   Inga underarter finns listade i Catalogue of Life.